# Arnold Roth (Ingenieur)
Arnold Roth (* 7. April 1890 in Zürich; † 17. Juni 1970 in Aarau, reformiert, heimatberechtigt in Teufen) war ein Schweizer Elektroingenieur.

## Leben
Arnold Roth war der Sohn des Bakteriologen Otto Roth und der Nelly geborene Bärlocher. 1908 nahm Arnold Roth ein Maschinenbaustudium am Eidgenössischen Polytechnikum Zürich auf, das er 1913 an der Technischen Hochschule Berlin-Charlottenburg fortsetzte und 1916 mit dem Erwerb des akademischen Grades eines Dr. Ing. abschloss.
In der Folge war Roth von 1916 bis 1925 bei der BBC in Baden, davon ab 1921 als Leiter der Versuchsabteilung, beschäftigt. Im Anschluss war Roth von 1925 bis 1933 als Technischer Direktor bei den Ateliers de Constructions Electriques de Delle in Villeurbanne bei Lyon tätig. Schliesslich wirkte er von 1934 bis 1967 als Direktor bei Sprecher & Schuh in Aarau, davon ab 1945 als Delegierter, ab 1956 als Präsident des Verwaltungsrats. Als Ingenieur entwickelte Arnold Roth Schalter für elektrische Hochspannungsnetze.
Daneben gehörte er von 1936 bis 1968 dem Schweizerischen Elektrotechnischen Komitee, davon 1950 bis 1958 als Präsident, an. Zudem fungierte Roth als Mitglied der Aargauischen Handelskammer sowie der Mustermesse Basel. Überdies diente er in der Schweizer Armee im Rang eines Majors. 
Er heiratete 1918 Marguerite, die Tochter des Zahnarztes Adrian Zinsstag. Arnold Roth verstarb am 17. Juni 1970 zwei Monate nach Vollendung seines 80. Lebensjahres in Aarau.

## Ehrungen
- 1951 würdigte die ETH Zürich Arnold Roth mit der Verleihung des Ehrendoktorats.